# Entreteniment educatiu
L'entreteniment educatiu, també conegut per la versió anglesa "edutainment" és un gènere televisiu, dissenyat per a entretenir mentre s'educa. El terme és un neologisme creat per Robert Heyman el 1973, mentre produïa documentals per a National Geographic. Un dels programes infantils més entranyables d'aquest gènere podria ser Barri Sèsam.